# Aegilips curvipes
Aegilips curvipes är en stekelart som beskrevs av Giraud 1860. Aegilips curvipes ingår i släktet Aegilips, och familjen glattsteklar. Arten är reproducerande i Sverige.